# گیرت جان دریکس
گیرت جان دریکس (انگلیسی: Geert-Jan Derikx؛ زادهٔ ۳۱ اکتبر ۱۹۸۰) ورزشکار هاکی روی چمن اهل پادشاهی هلند است.
وی در مسابقات کشوری و بین‌المللی در مجموع برندهٔ ۴ مدال طلا، ۴ مدال نقره، ۱ مدال برنز شده‌است.